# NGC 7417
NGC 7417 este o galaxie situată în constelația Tucanul. A fost descoperită în 20 iulie 1835 de către John Herschel. Se află la o distanță de 44,43 de megaparseci de Pământ.